# Vihtori Kosola

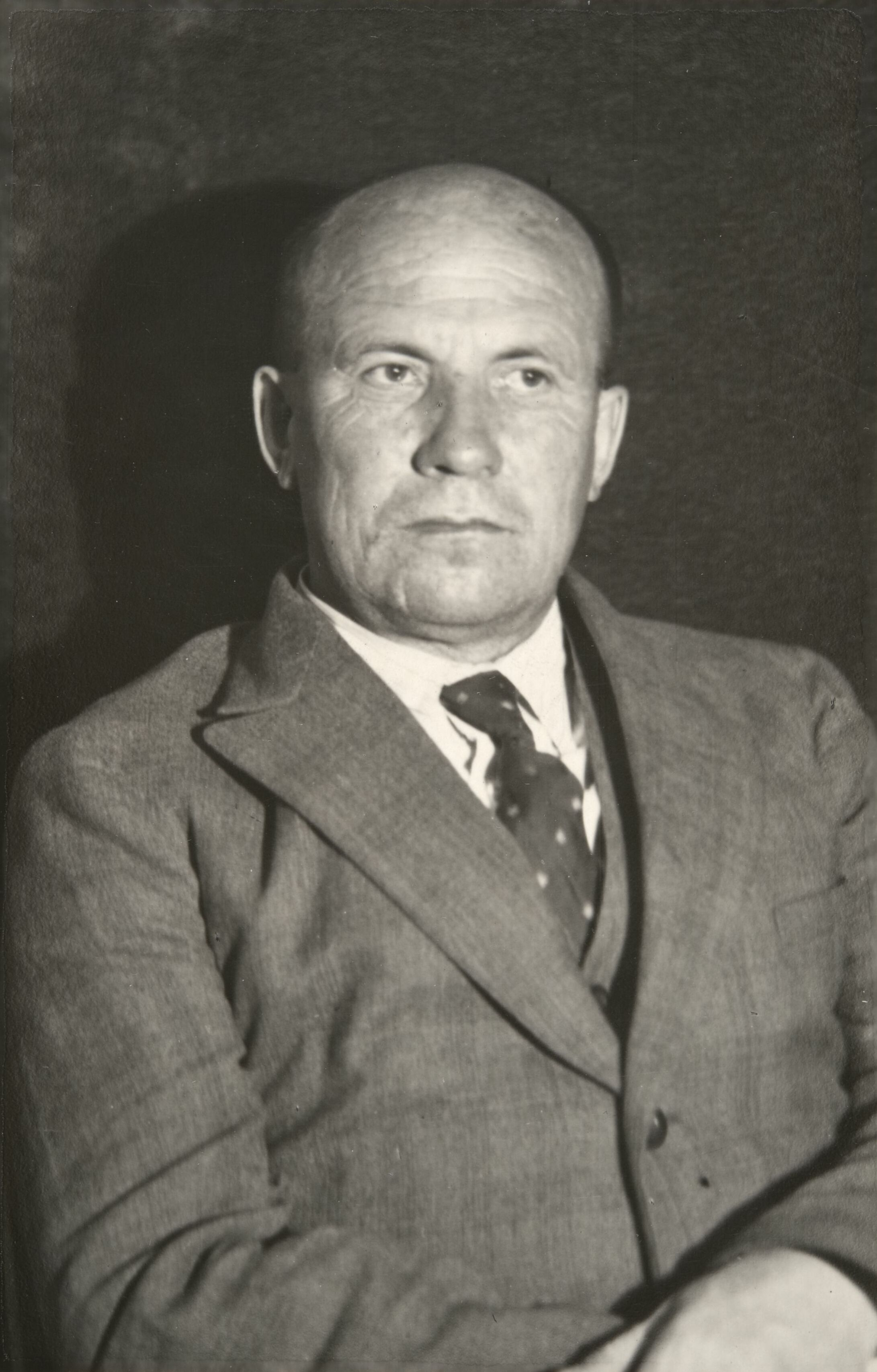
Retrato de Kosola

Iisakki Vihtori Iisakinpoika Kosola (Ylihärmä, 10 o 28 de julio de 1884-Lapua, 14 de diciembre de 1936) fue un político de extrema derecha finés.

## Biografía
Nacido en 1884, originariamente era granjero. Como político dirigió al Movimiento Lapua y al Movimiento Patriótico Popular, bajo cuyo liderazgo se produjo una fascistización. Kosola, que llegó a ser conocido como el «Mussolini finés», falleció en 1936.